# Catharinus Henri Cornelis Ascanius van Sypesteyn
Jhr. Catharinus Henri Cornelis Ascanius (Henri) van Sypesteyn, heer van Sypesteyn ('s-Gravenhage, 14 december 1857 - Loosdrecht, kasteel Sypesteyn, 27 februari 1937) was een Nederlands kunstverzamelaar, publicist en stichter van kasteel Sypesteyn.

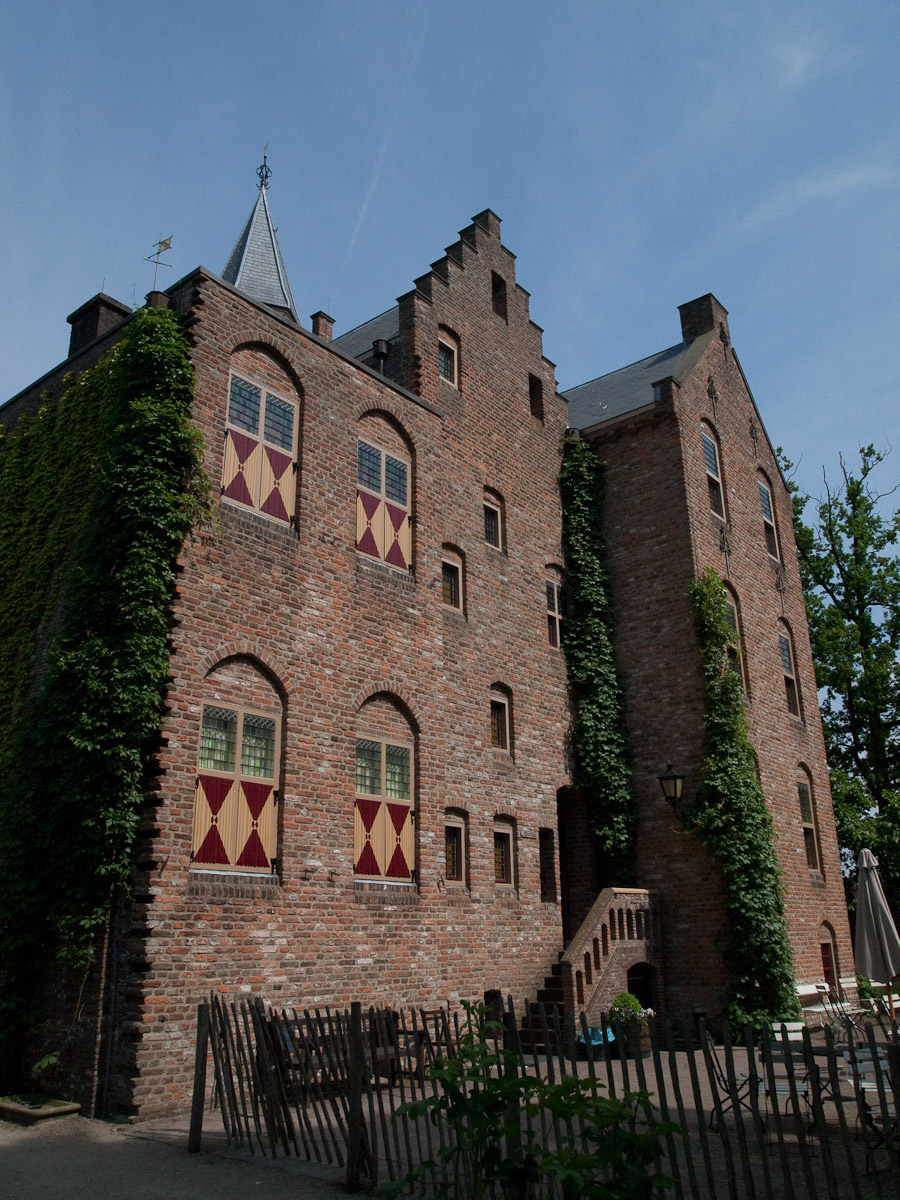
Kasteel Sypesteyn in 2010

## Familie
Van Sypesteyn was lid van het sinds 1815 adellijke geslacht Van Sypesteyn en een zoon van jhr. Jan Willem van Sypesteyn (1816-1866), directeur van het Koninklijk Huisarchief, en jkvr. Adriana Wilhelmina van Vredenburch (1824-1910). Hij was een zwager van jhr. mr. Leonard Henri Ruyssenaers (1850-1913) en van mr. Jan Dirk baron van Wassenaer (1851-1914), lid van de Eerste Kamer. Hij bleef ongehuwd.

## Loopbaan
Van Sypesteyn was rentmeester van het kroondomein. Hij is echter vooral bekend geworden als publicist op historisch en genealogisch gebied. Daarnaast bouwde hij een verzameling kunstvoorwerpen op die hij alle plaatste in het door hem vanaf 1907 gebouwde kasteel Sypesteyn. Hij bracht met name een verzameling van Nieuw-Loosdrechts porselein bijeen, van de fabriek van ds. Joannes de Mol (1726-1782). De opbouw en inrichting van het kasteel was voor hem zijn levenswerk. Hij verkeerde in de opinie dat zijn geslacht aan de oorsprong stond van dat kasteel, hetgeen onjuist is gebleken.
Van Sypesteyn verdiepte zich in de tuinkunst waarover hij in 1910 een monografie publiceerde en van belang voor de geschiedenis van de historische tuinen (Nederland). Zijn kennis gebruikte hij eveneens voor de inrichting van de tuin bij het kasteel.
In 1907 werd Van Sypesteyn lid van het Koninklijk Nederlandsch Genootschap voor Geslacht- en Wapenkunde, en in 1909 werd hij daarvan voorzitter hetgeen hij tot 1917 zou blijven en waar hij verschillende maatregelen nam die nog van belang waren voor het genootschap. Bij zijn afscheid als voorzitter van het genootschap werd hij tot erelid benoemd.